# Aphis alhagis
Aphis alhagis är en insektsart. Aphis alhagis ingår i släktet Aphis och familjen långrörsbladlöss. Inga underarter finns listade i Catalogue of Life.